# Christopher Judge

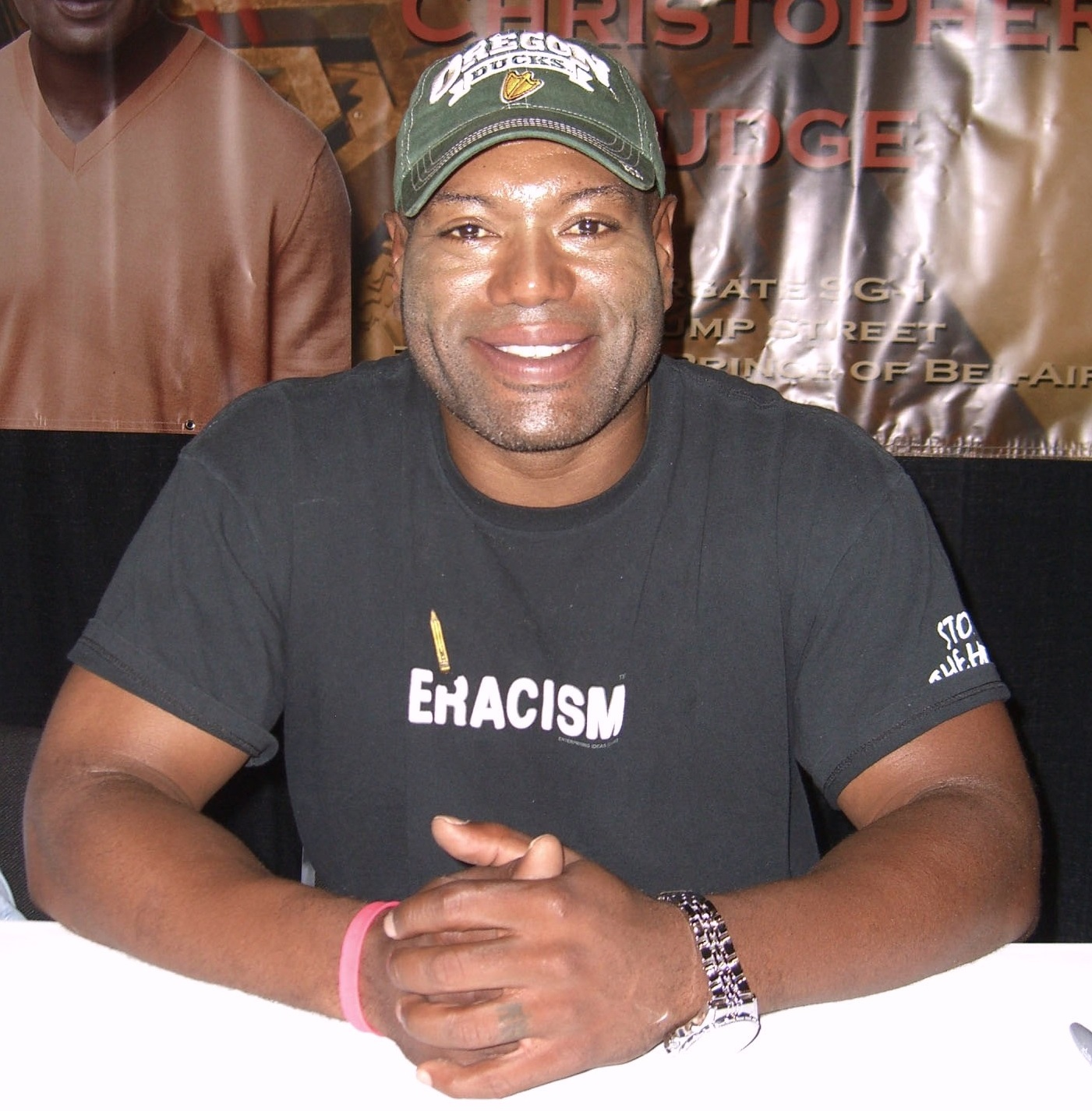
Christopher Judge
(auf der ComicCon 2010)

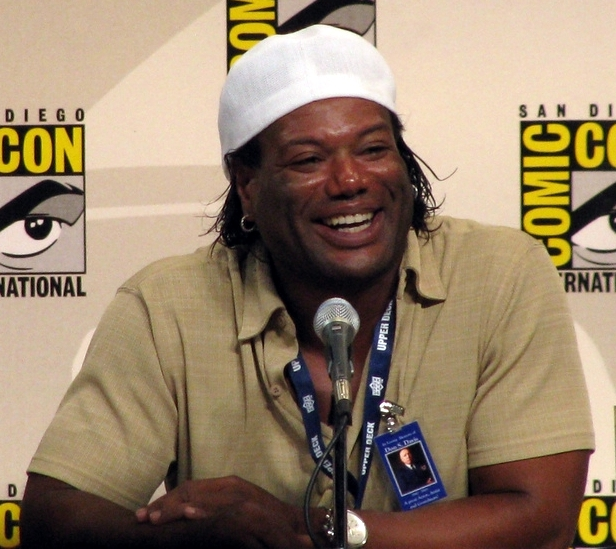
Christopher Judge
(auf der ComicCon 2008)

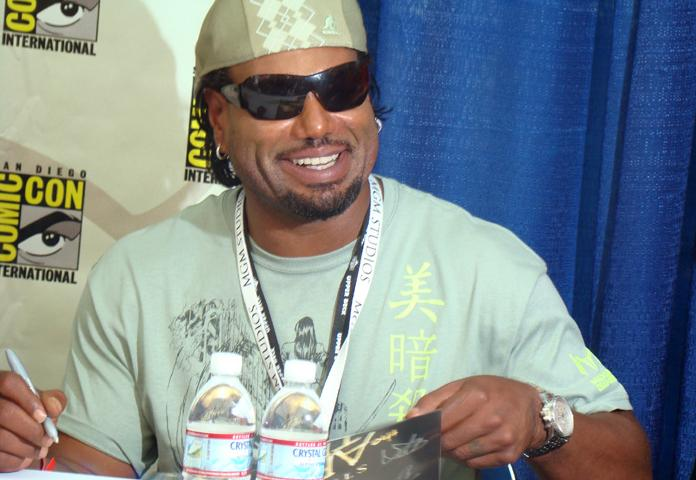
Christopher Judge
(auf der ComicCon 2007)

Douglas Christopher Judge (* 13. Oktober 1964 in Los Angeles, Kalifornien) ist ein US-amerikanischer Schauspieler mit afroamerikanischer sowie indianischer (Cherokee) Abstammung.

## Leben
Bevor Judge den Beruf Schauspieler ergriff, studierte er mit einem Footballstipendium an der University of Oregon und war Spieler der Pacific-10 Conference. Eine seiner ersten Rollen bekam er 1990 in einer Episode von MacGyver. Größere Bekanntheit erlangte er durch seine Rolle als Teal’c in der Science-Fiction-Serie Stargate – Kommando SG-1.
Judge spielte von 1982 bis 1985 Football als Safety für die Oregon Ducks der University of Oregon. Er hat vier Kinder, eine Tochter (* 2005) mit Gianna Patton (* 1978), Fotomodell und Schauspielerin, mit der er seit 2011 in zweiter Ehe verheiratet ist, und drei weitere Kinder, zwei Söhne und eine Tochter, aus seiner ersten Ehe von 1995 bis 2011 mit dem Fotomodell Margaret Judge, geb. Schinke. Judge hat einen Bruder namens Jeff, der ebenfalls Schauspieler ist. Er ist der Schwager von Erica Durance.
Sein erstes Lied, Gonna take our clothes off, schaffte es in Asien auf Platz 1.

## Filmografie (Auswahl)
Variationen seines Namens im Abspann: Chris Judge, D. Christopher Judge, Douglas Judge oder Doug Judge.
- 1990: MacGyver (Fernsehserie, eine Folge)
- 1990: Ein Vogel auf dem Drahtseil (Bird on a Wire)
- 1990: Ein fremder Klang (Cadence)
- 1991: House Party 2
- 1994–1995: Lady Cops (Sirens, Fernsehserie, 22 Folgen)
- 1995: Der Prinz von Bel-Air (The Fresh Prince of Bel-Air, Fernsehserie, eine Folge)
- 1997–2007: Stargate – Kommando SG-1 (Stargate SG-1, Fernsehserie, 210 Folgen)
- 2000–2003: X-Men Evolution – Die Mutanten (X-Men: Evolution, Stimme, 19 Folgen)
- 2000–2001: Action Man (Fernsehserie, Stimme, 14 Folgen)
- 2001: Neben der Spur (Out of Line)
- 2001: First Wave – Die Prophezeiung (First Wave, Fernsehserie, eine Folge)
- 2001: Freedom (Fernsehserie, eine Folge)
- 2002: Romantic Comedy 101 (Fernsehfilm)
- 2002: Just Cause (Fernsehserie, eine Folge)
- 2002, 2003: Andromeda (Fernsehserie, 2 Folgen)
- 2002: Snowdogs – Acht Helden auf vier Pfoten (Snow Dogs)
- 2003–2004: He-Man und die Masters of the Universe (He-Man and the Masters of the Universe, Fernsehserie, Stimme, 4 Folgen)
- 2003: Stargate: The Lowdown (Dokumentation)
- 2003: From Stargate to Atlantis: Sci Fi Lowdown (Dokumentation)
- 2005: Das Geheimnis meines Bruders (Personal Effects)
- 2007: A Dog’s Breakfast – Eine Leiche für den Hund (A Dog’s Breakfast)
- 2007–2008: Stargate Atlantis (Fernsehserie, 2 Folgen)
- 2008: Stargate: The Ark of Truth – Die Quelle der Wahrheit (Stargate: The Ark of Truth)
- 2008: Stargate: Continuum
- 2010: Paradox – Die Parallelwelt (Paradox)
- 2010: Navy CIS: L.A. (NCIS: Los Angeles, Fernsehserie, eine Folge)
- 2012: The Mentalist (Fernsehserie, eine Folge)
- 2012: The Dark Knight Rises
- 2012: Lord of the Elves – Das Zeitalter der Halblinge (Clash of the Empires)
- 2014: Mega Shark vs. Mechatronic Shark
- 2014: A Tiger´s Tail
- 2015: Apokalypse Los Angeles (LA Apocalypse)
- 2015: Sharknado 3 (Sharknado 3: Oh Hell No!, Fernsehfilm)

In MacGyver spielte Christopher Judge das erste Mal gemeinsam mit seinem späteren Stargate-SG1-Serienkollegen Richard Dean Anderson.

## Videospiele
In den Beat-Em-Up-Konsolenspielen Def Jam Vandetta und Def Jam Fight for NY lieh Christopher Judge dem Charakter D-Mob seine Stimme. In der Stargate-SG1-Folge „Avatar“ (Folge 8x06) gibt es eine Anspielung darauf.
Des Weiteren übernahm er die Rolle von Kratos, dem Protagonisten des PS4-Konsolenspieles God of War, welches im April 2018 erschien.
Auch im Nachfolger God of War Ragnarök übernahm er wieder die Rolle des Protagonisten und sicherte sich bei den Game Awards 2022 den Award für die beste Performance.